# Tokyo Rose
Tokyo Rose (anche Tokio Rose, letteralmente "rosa di Tokyo") era il nome collettivo dato dalle truppe alleate durante la seconda guerra mondiale alle radiofoniste di propaganda giapponese che trasmettevano in lingua inglese. 
Le trasmissioni, diffuse nel Pacifico meridionale e nel Nord America, avevano lo scopo di demoralizzare gli alleati e le loro famiglie tramite diversi espedienti, fra cui il sottolineare le perdite umane subite in guerra.
Malgrado la sua diffusione, il nome Tokyo Rose non fu mai effettivamente utilizzato da nessuna trasmissione, ma solo dai giornali e dai soldati all'estero. Per cui, Tokyo Rose non fu mai una specifica persona, ma piuttosto un soprannome collettivo per un gruppo di donne non associate fra loro ma impiegate allo stesso scopo e, dopo la fine della guerra, il "mito" di Tokyo Rose divenne a sua volta un simbolo di propaganda anti-giapponese in America, rappresentandola come sessualizzata, manipolatrice e corrotta, intenta ad attentare alla sicurezza statunitense. 
Tuttavia, nel 1945, una donna nippo-americana, Iva Toguri D'Aquino, fu processata per tradimento con l'accusa di essere la "vera" Tokyo Rose: sebbene la D'Aquino si fosse effettivamente impegnata nel trasmettere propaganda giapponese, il suo nome in codice era "Orphan Ann". Fu rilasciata sulla parola per mancanza di prove e infine, dopo vent'anni, ricevette la grazia presidenziale. 

## Iva Toguri eThe Zero Hour

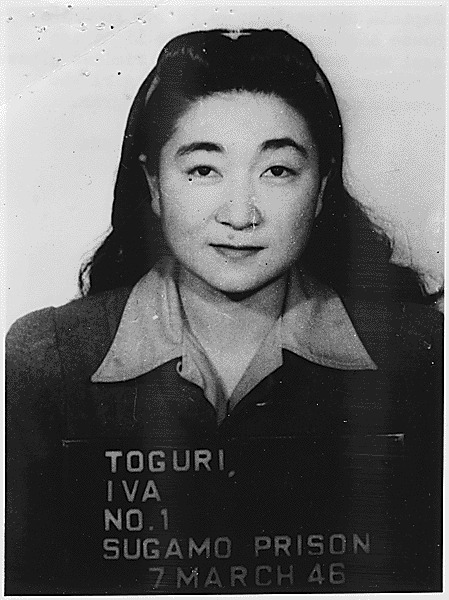
Foto segnaletica di Iva Toguri, 1946

Iva Toguri, coniugata D'Aquinio a partire dal 1945, era una donna nippo-americana che, al momento dell'attacco a Pearl Harbor, si trovava in Giappone per assistere uno zio malato. Dopo l'entrata in guerra dell'America contro il Giappone, alla Toguri fu impedito rientrare in patria o contattare i genitori, internati in un campo per immigrati giapponesi in Arizona, e si trovò quindi costretta ad accettare un lavoro per la stazione di propaganda radiofonica Tokyo Radio, che la inserì nel suo programma The Zero Hour, un varietà di musica e scenette comiche intervallate da notizie di guerra. Malgrado tecnicamente fosse propaganda giapponese e anti-americana, meno del 10% dei soldati alleati che ascoltavano il programma dichiarò di essersi sentito demoralizzato, e anzi molti apprezzarono l'intrattenimento offerto, addirittura pensando che la Toguri, che usava allora il nome Orphan Ann, fosse segretamente dalla loro parte.
Malgrado ciò, quando rientrò in America dopo la guerra, dovette affrontare un processo per tradimento che si concluse per mancanza di prove e per la constatazione che le sue attività in guerra fossero sostanzialmente innocue. Vent'anni dopo, emersero prove che le testimonianze dell'accusa fossero state contraffatte, portando il presidente Gerald Ford a concederle la grazia.

## Tokyo Mose
In risposta alle trasmissioni delle Tokyo Rose, il giornalista Walter Kaner iniziò a sua volta a trasmettere sotto il nome Tokyo Mose. 
Dapprima incentrato sul rispondere in maniera comica alla propaganda rivale, si trasformò ben presto in un popolare programma di satira e parodia, il cui jingle, "Moshi, Moshi Ano-ne" cantato sulle note di "London Bridge is Falling Down" venne definito "la colonna sonora dell'occupazione giapponese".